# Fontaine de Dent
La fontaine de Dent (顛地噴泉, Dent's Fountain), aussi appelée « fontaine de l'hôtel de ville », est une ancienne fontaine publique de Hong Kong située devant l'hôtel de ville sur Queen's Road Central (en)
à Victoria. Il s'agit d'un don du marchand John Dent de la compagnie Dent & Co. (en) aux habitants de Hong Kong en 1864 mais elle n'est installée qu'après l'achèvement de l'hôtel de ville en 1869. Elle est démolie en 1933 pour faire place au troisième siège de la Hongkong and Shanghai Banking Corporation.

## Conception

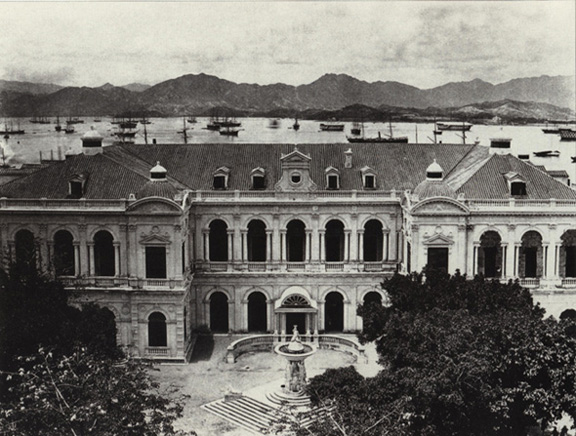
L'hôtel de ville de Hong Kong, avec la fontaine de Dent au premier plan et Victoria Harbour en arrière-plan.

La fontaine est située au centre de l'espace public devant l'hôtel de ville sur Queen's Road Central (en) et sert de point focal architectural de la façade symétrique de l'hôtel de ville.
Constituée de stuc, elle affiche 4 cariatides en son centre qui portent un bassin et la sculpture d'un enfant agenouillé au-dessus du bassin. Autour d'elle sont disposés 4 lions de pierre couchés aux 4 coins, chacun faisant face aux principaux points cardinaux. Une plaque porte une inscription indiquant que la fontaine avait été « offerte à la colonie par M. John Dent en 1864 ».